# Nyambu
Nyambu is een bestuurslaag in het regentschap Tabanan van de provincie Bali, Indonesië. Nyambu telt 3406 inwoners (volkstelling 2010).